# Jean-Pierre Albrecht
Jean-Pierre Albrecht, né le 30 mai 1957 à Strasbourg (Bas-Rhin), est un auteur-compositeur-interprète français, et conteur alsacien, écrivant, chantant et contant en langue française et alsacienne.

## Biographie
Jean-Pierre Albrecht, né le 30 mai 1957 à Strasbourg (Bas-Rhin), est un auteur-compositeur-interprète français, comédien et conteur, écrivant, chantant et contant en langue française, alsacienne et allemande. Souvent présenté comme un troubadour des temps modernes alliant la nostalgie et l'humour dans ses spectacles et albums.

### Années 1984 à 2000
Jean-Pierre Albrecht a commencé sa carrière en 1984 au cabaret de la choucrouterie avec son spectacle "la vieille chanson". Il intègre la troupe de Roger Siffer pour les tournées d'été du théâtre de la Choucrouterie de 1987 à 1990. En 1993, le directeur du TJP André Pomarat fait appel à lui et à Pierre Zeidler pour la création musicale de "Moitié-Claire" interprété par Anne-Marie Lopez Del Rio, texte de Philippe Dorin, mise en scène de Bernard Sultan. Par après, Bernard Sultan également directeur du théâtre de Sartrouville invitera Jean-Pierre Albrecht à apprendre la mise en scène et approfondir ses connaissances théatrales. A l'issu de cette formation il participe en tant que musicien et assistant de mise en scène au spectacle "nous-autres" de Jean Hurstel, au théâtre de la Laiterie. En 1995, il intègre la compagnie de la Passe-Pierre.
Parallèlement à la scène, Jean-Pierre Albrecht fut chroniqueur au DNA en 1990 avec sa rubrique "Drôles d'histoires" et à Radio France au côté de Jean-Luc Falbriard directeur du théâtre le Kafteur. De 1991 à 1998 il assure une émission de contes et musiques hebdomadaire sur Radio 67.

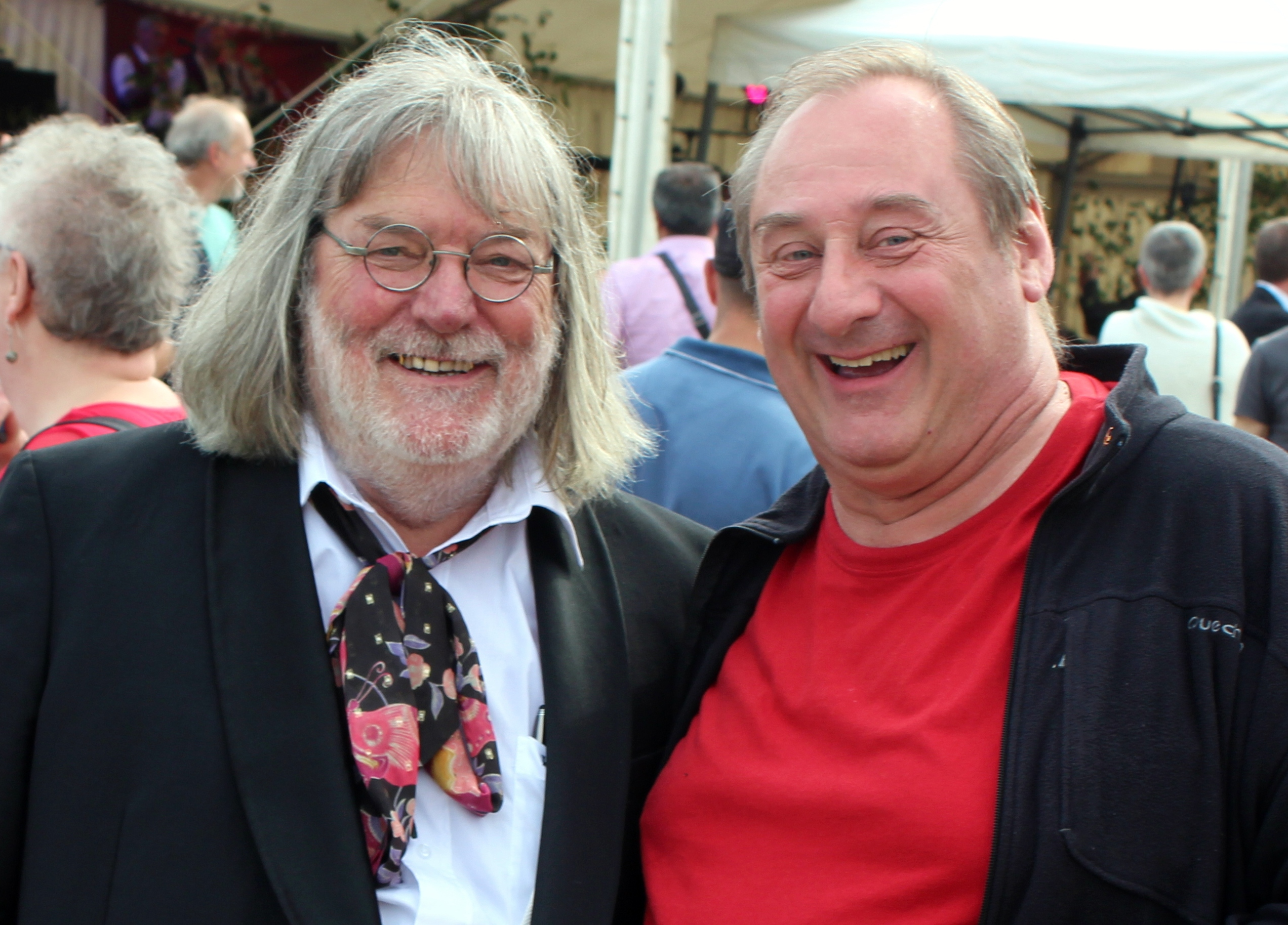
Roger Siffer et Jean-Pierre Albrecht, en 2015.

### Années 1998 à 2018
Tout en continuant sa carrière artistique, Jean-Pierre Albrecht devient une figure incontournable du Summerlied, auquel il participe à chaque édition, comme conteur, chanteur et musicien, il anime notamment le théâtre pour les enfants.

### Années 2000 à 2020
Jean-Pierre Albrecht passionné d'instruments anciens, propose un spectacle aux teintes médiévales qu'il présente lors du festival Babel créé par Roger Siffer en 2000, ainsi qu'au Celtic Festival et au festival Clair de Nuit.
À partir de 2002, il ajoute à son répertoire la création et la diffusion de spectacles pour enfants, en trilingue, ce qui deviendra son domaine de prédilection.
Admirateur du poète André Weckmann qu'il rencontre à plusieurs reprises, il crée une mise en place d'une lecture musicale autour de ses textes lors du Summerlied 2010.
Depuis quarante ans, Jean-Pierre Albrecht poursuit ses différentes activités artistiques, la longévité de sa carrière a été saluée par la presse française et allemande. Il est le créateur de près de 350 chansons pour enfants et adultes.

## Discographie
- 1984 : E altes Lied, album studio. Studio EMA.
- 1989 : Chantons le vin, avec Clémentine, Studio Cristal.
- 1991 : Chantons la bière, avec Clémentine, Studio Cristal.
- 1992-1995-1998 : Wihnachte bi uns, avec Roland Engel et Martin Schütt, Studio Omega.
- 1998 : s Lewe isch e Melodie, Studio Blue Sound.
- 2003 : Fraxinelles, avec "Au gré des vents", Carnet de Bal Production.
- 2007 : E Wyhnachte im Elsass, JPA production.
- 2009 : Kinderspring, avec Isabelle Grussenmeyer, AGP production.
- 2011 : Kindergarte, avec Isabelle Grussenmeyer, AGP production.
- 2012 : Alsa’comptines, avec Gérard Dalton, Isabelle Grussenmeyer et Daniel Muringer, OLCA Production, Formulette éditeur jeunesse, Paris.
- 2013 : Kinderzitt, avec Isabelle Grussenmeyer, AGP production.
- 2016 : Kinderwelt , avec Isabelle Grussenmeyer, AGP production.

### Contribution littéraire
- Summerlied, L’Alsace en musique, par Jacques Schleef et Albert Weber, préface par Léopoldine HH, Le Verger Éditeur, Strasbourg 2023.

## Distinction
- 1986 : Finaliste de la sélection du Printemps de Bourges.
- 1993 : Bretzel d’Or de la chanson. Strasbourg.
- 2003 : Pamina Kultur Preis. Palatinat-Allemagne.
- 2008 : Prix de l’Arbre à Palabre. Ohlungen.
- 2023 : Prix Charles Goldstein. Grand-Est[8].